# 黑斯廷斯 (愛荷華州)
黑斯廷斯（英語：Hastings）是一個位於美國愛荷華州米爾斯縣的城市。

## 地理
黑斯廷斯的座標為41°01′26″N 95°29′50″W / 41.02389°N 95.49722°W，而該地的平均海拔高度為306米（即1004英尺）。

## 人口
根據2010年美國人口普查的數據，黑斯廷斯的面積為1.06平方千米，當中陸地面積為1.06平方千米，而水域面積為0.00平方千米。當地共有人口152人，而人口密度為每平方千米143人。